# Mosquée impériale de Sarajevo
La mosquée impériale est située en Bosnie-Herzégovine, sur le territoire de la Ville de Sarajevo. Construite en 1565, elle est inscrite sur la liste des monuments nationaux de Bosnie-Herzégovine. Elle est la première mosquée construite à Sarajevo.

## Localisation

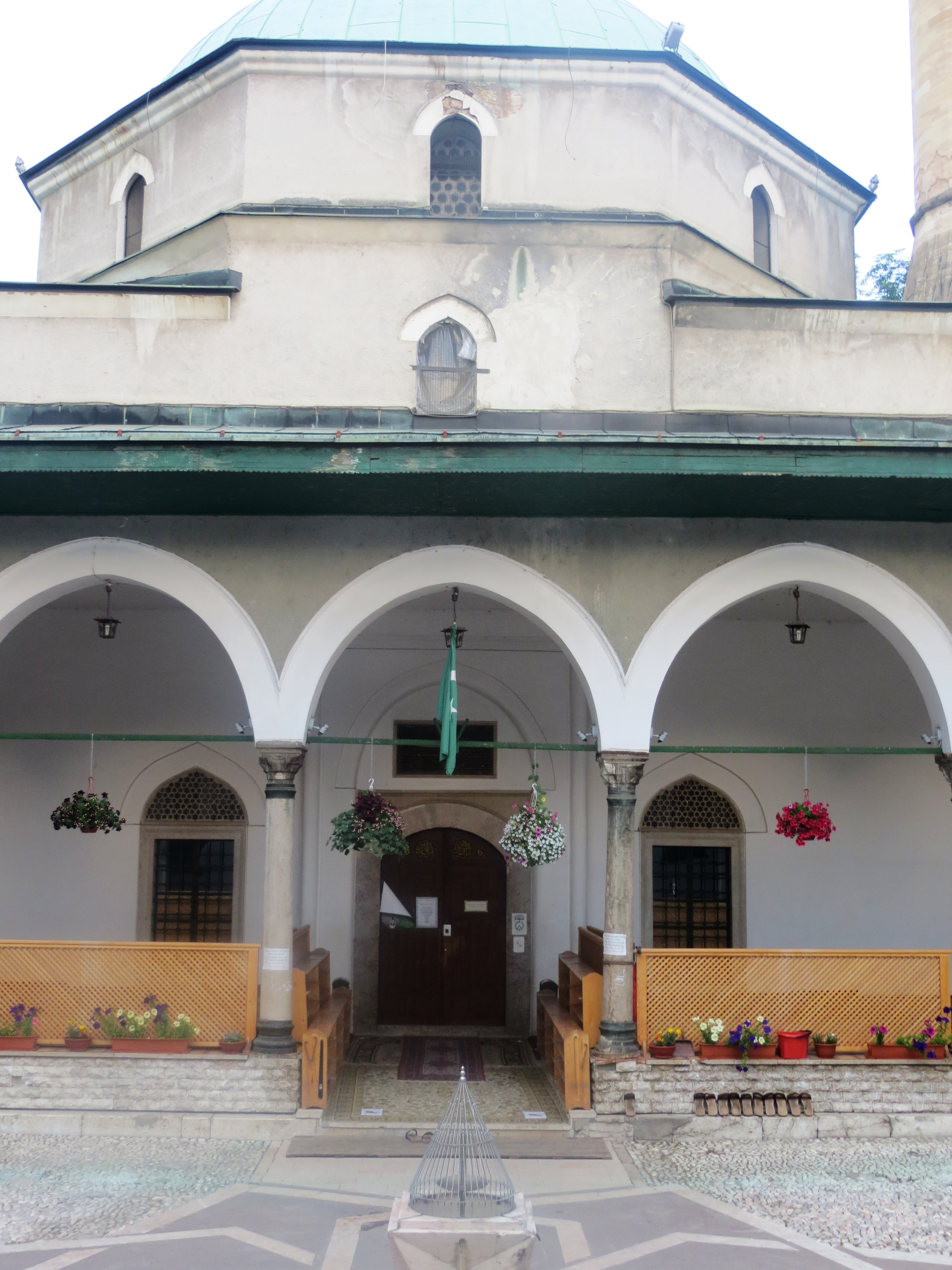
Le hammam d'Isa-bey

## Histoire

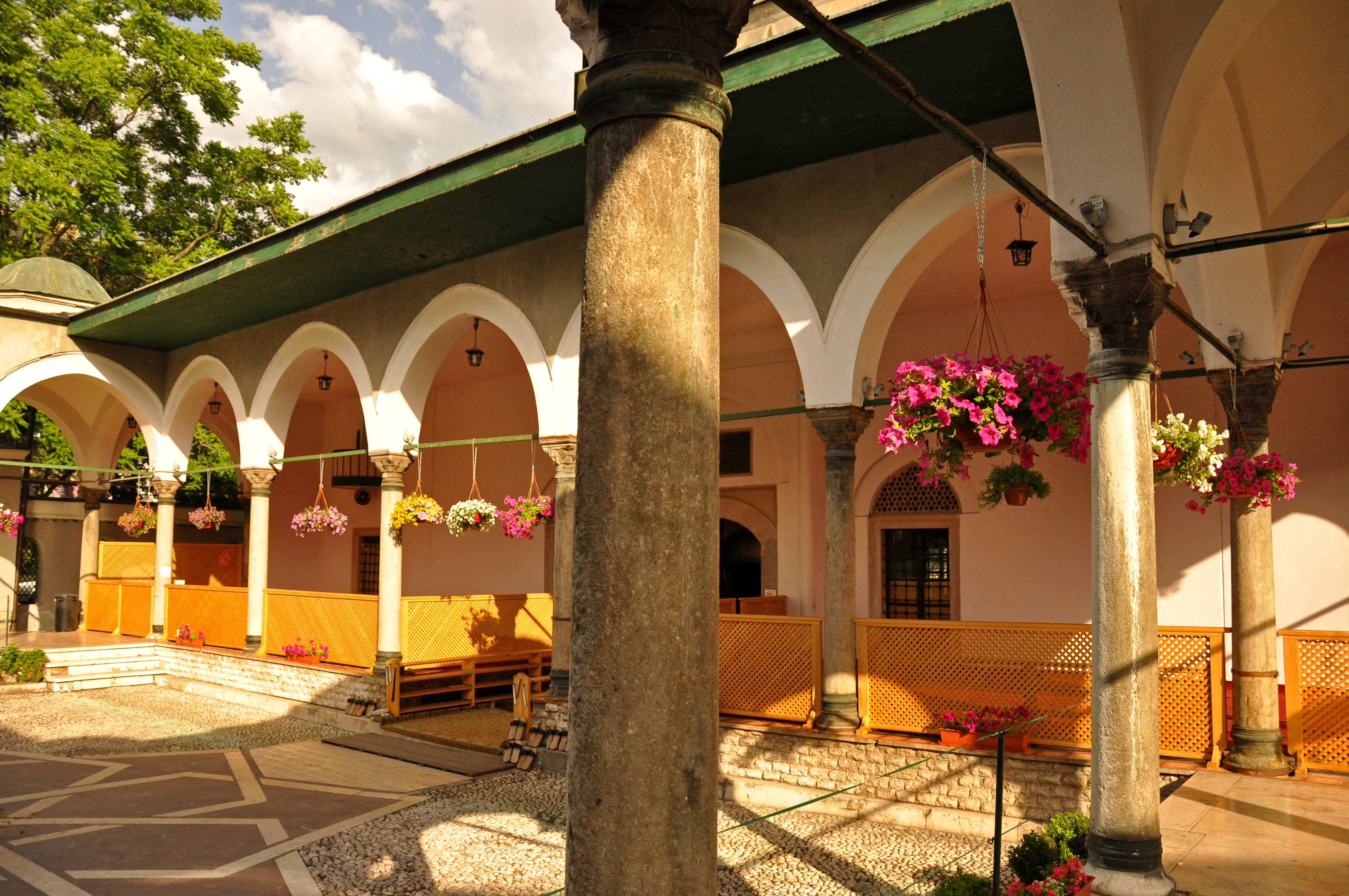
La cour intérieure de la mosquée

## Architecture

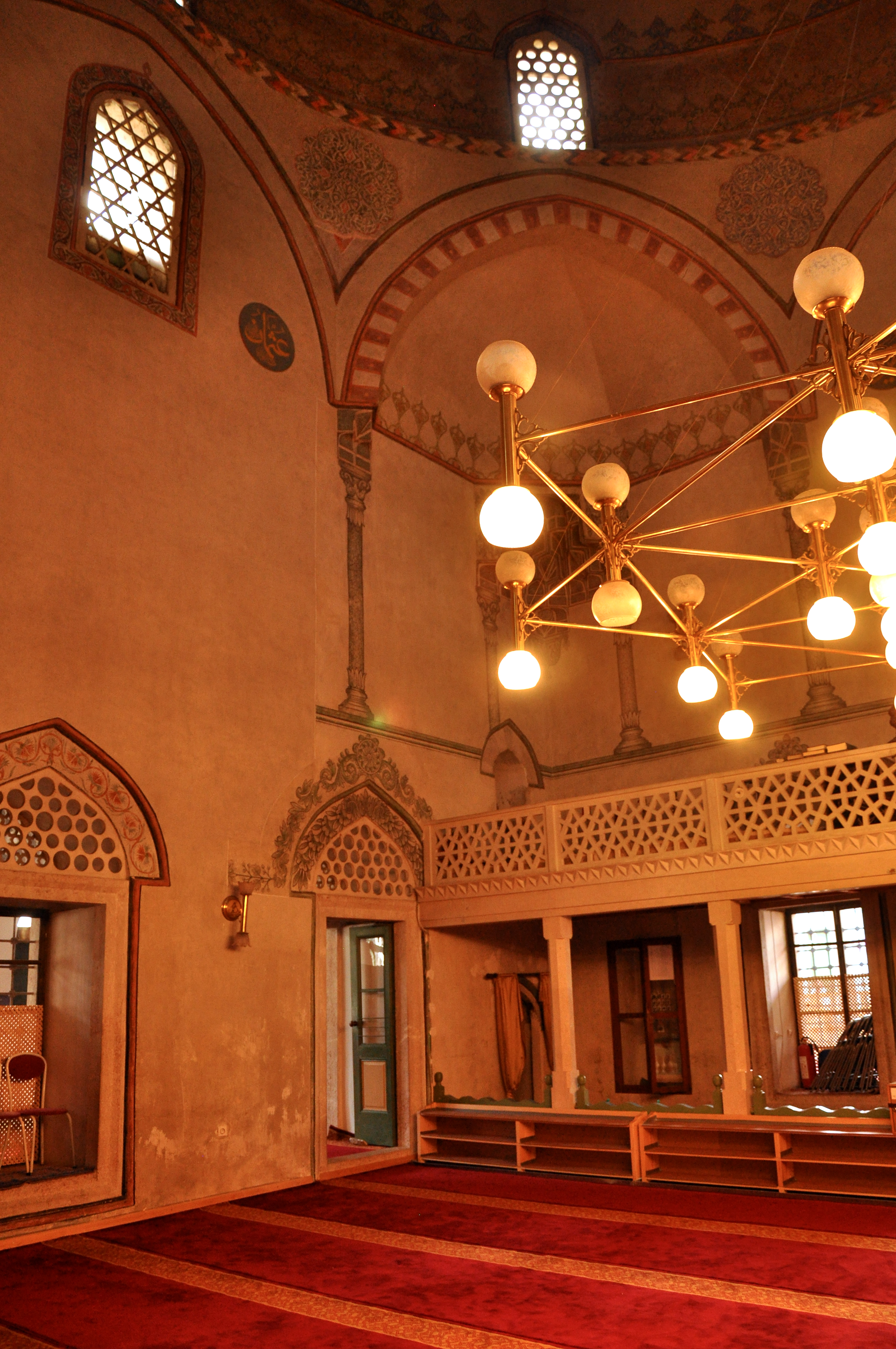
L'intérieur de la mosquée